# 铠甲勇士猎铠
《铠甲勇士猎铠》，是鎧甲勇士系列第五部電視作品，计划在2017年9月份开机，该剧是由奥飞动漫HEROBOX出品，曹申君执导，王梅奕制片。
此作分为上下两部，上部名为《神脑危机》，在2018年10月17日播放，下部名为《黎明天塔》，在2020年6月25日播放。

## 人物介紹
| 演員     | 角色   | 簡介                                                       |
| 蔡荣     | 任天云 | 马帅猎铠召唤人                                             |
| 郑明洋   | 陈耀祖 | 鹰帅猎铠召唤人                                             |
| 阿部快征 | 金昊   | 法鲁猎铠召唤人                                             |
| 桑双     | 上官岚 | 象帅猎铠召唤人，曾服用强能优                               |
| 胡怡雯   | 唐思诗 | 协助霸焱马和冰羽鹰寻找铠甲召唤人                           |
|          | 蓝桃   | 强能优开发者                                               |
| 叶湘宇   | 艾迪勒 | 大Boss的手下之一。生性懒惰贪吃，幽暗冷峻，对手下狠毒残忍。 |

## 附註
1. ↑  .   [2018-08-01]. （原始内容存档于2018-08-01）.
2. ↑  .   [2018-08-01]. （原始内容存档于2018-08-06）.
3. ↑  .   [2018-08-01]. （原始内容存档于2018-08-01）.